# Wendel (cầu thủ bóng đá)
Marcus Wendel Valle da Silva (sinh ngày 28 tháng 9 năm 1997), thường được biết đến với cái tên Wendel, là một cầu thủ bóng đá chuyên nghiệp người Brazil, chơi ở vị trí tiền vệ cho câu lạc bộ Bồ Đào Nha Sporting Lisbon tại Primeira Liga.